# Pseudosmittia pluriserialis
Pseudosmittia pluriserialis är en tvåvingeart som först beskrevs av Freeman 1959.  Pseudosmittia pluriserialis ingår i släktet Pseudosmittia och familjen fjädermyggor. Inga underarter finns listade i Catalogue of Life.